# Slätthög-Mistelås församling
Slätthög-Mistelås församling är en församling i Moheda pastorat i Allbo-Sunnerbo kontrakt i Växjö stift och i Alvesta kommun. 
Församlingskyrkor är Slätthögs kyrka som byggdes 1841-1842 i nyklassicistisk stil, samt från 2024 Mistelås kyrka.

## Administrativ historik
Församlingen har medeltida ursprung under namnet Slätthögs församling. 2024 införlivades Mistelås församling och namnet ändrades till Slätthög-Mistelås församling. 
Församlingen var till 1962 moderförsamling i pastoratet Slätthög och Mistelås, för att därefter vara annexförsamling i pastoratet Moheda, Ör, Slätthög, Mistelås och Ormesberga. Från 1986 är Slätthögs församling annexförsamling i pastoratet Moheda, Slätthög och Mistelås från 2024 Moheda och Slätthög-Mistelås.

## Folkmängd
Folkmängd 1805 enligt Socken Statistik öfver Swerige (1834): 1 436 personer.
Folkmängd 1830 enligt Socken Statistik öfver Swerige (1834): 1 738 personer.
Folkmängd 1839 enligt Anteckningar och statistiska upplysningar öfver Sverige (1839): 2 050 personer.
Folkmängd 1843 enligt Ny Smålands Beskrifning: 2 052 personer.
Folkmängd 1863 enligt Svensk uppslagsbok (1953): 2 410 personer.
Folkmängd 1915 enligt Nordisk familjebok (1917). 1 837 personer.
Folkmängd enligt Bonniers konversationslexikon (1934). 1 640 personer.
Folkmängd 1952 enligt Svensk uppslagsbok (1953): 1 106 personer.
Folkmängd 1994 enligt Nationalencyklopedin (1995). 594 personer.
Folkmängd 2000-12-31 enligt SCB (2001): 553 personer.
Folkmängd 2005-12-31 enligt SCB (2006): 556 personer.
Folkmängd 2010-12-31 enligt SCB: (2011) 539 personer.
Folkmängd 2015-12-31 enligt SCB: (2016) 525 personer.

Kyrkotillhöriga 2000-12-31 enligt Svenska kyrkan: 532 personer.
Kyrkotillhöriga 2005-12-31 enligt Svenska kyrkan: 518 personer.
Kyrkotillhöriga 2010-12-31 enligt Svenska kyrkan: 481 personer.
Kyrkotillhöriga 2015-12-31 enligt Svenska kyrkan: 469 personer.